# La Haye-le-Comte
La Haye-le-Comte település Franciaországban, Eure megyében. Lakosainak száma 145 fő (2022. január 1.). La Haye-le-Comte Louviers, Le Mesnil-Jourdain és Surville községekkel határos.

## Népesség
A település népességének változása:
| Lakosok száma | 52   | 64   | 79   | 119  | 130  | 135  | 135  | 134  | 136  | 145  |
|               | 1968 | 1982 | 1990 | 2006 | 2013 | 2015 | 2017 | 2019 | 2020 | 2022 |